# Nephrotoma sakalava
Nephrotoma sakalava is een tweevleugelige uit de familie langpootmuggen (Tipulidae). De soort komt voor in het Afrotropisch gebied.